# Afromochtherus mkomazi
Afromochtherus mkomazi là một loài ruồi trong họ Asilidae. Afromochtherus mkomazi được Londt miêu tả năm 2002. Loài này phân bố ở vùng nhiệt đới châu Phi.